# 王源
王源（2000年11月8日—），中國創作男歌手、演員。2015年發表第一首原創單曲《因為遇見你》，截至2025年8月已累計創作48首歌曲。演藝事業含括歌唱、演戲、主持、創作、公益，跨領域多元發展。2017年11月2日美國《時代雜誌》評選為最具影響力青少年之一。
2018年9月28日美國大都會開球，王源是首位在花旗球場擔任開球嘉賓的中國大陸藝人。

## 教育程度
王源出生於重慶市，為家中獨子。從小學到高中都在重慶讀書，於巴南區大江小學畢業後，王源在2013年至2019年期間就讀於重慶南開中學本部。2017年綜藝節目《青春旅社》中與黃雅莉討論大學選擇，堅定的說出想去伯克利鑽研流行音樂，後來僅報考伯克利音樂學院一所學校，2019年1月31日收到錄取通知，9月赴美留學，隔年因為2019冠狀病毒病疫情返國，課程改為遠距線上學習。

## 演藝經歷

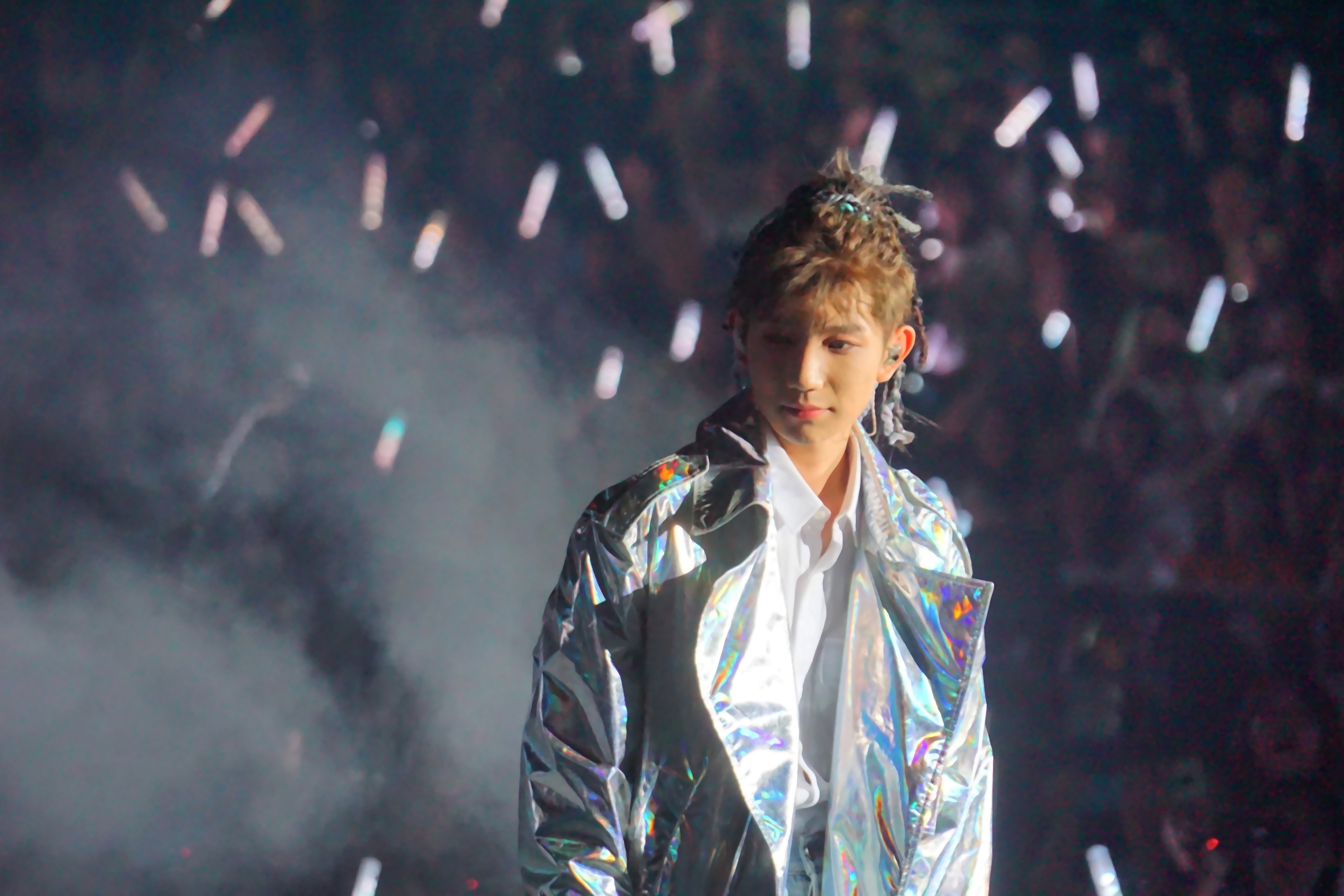
2019年王源第一場個人演唱會

2013年8月6日，以TFBOYS組合成員正式出道。14歲開始個人詞曲創作，並於2015年15歲生日會上彈唱首支創作單曲《因為遇見你》。2016年6月11日，以單曲《因為遇見你》在第9屆城市至尊音樂榜得到「年度聽眾最愛新人」。10月17日，譜曲演唱《最美的時光》獻禮重庆南開中學建校80周年。2017、2018年加盟浙江衛視《王牌對王牌》第二季、第三季。2018年2月10日，單曲《十七》為全球中文音樂榜上榜年度最佳中文歌曲並獲頒年度最佳原創歌手。
2019年3月12日，加盟愛奇藝音樂競演節目《我是唱作人》第一季上半部。8月31日，於南京奧林匹克體育中心舉辦個人演唱會《源》。
2020年1月30日，《北靈少年志之大主宰》播出。10月25日，加盟《我們的歌》。11月8日《朝暮——王源20歲的一天》線上直播，累計在線人數超過3200萬，成為當年度QQ音樂線上演出累計在線人數最高的歌手。12月31日，加盟啟航2021跨年盛典與《江蘇衛視跨年演唱會》。
2021年王源作為Z世代原創音樂人代表，與搖滾先驅張楚成為滾石雜誌中文版創刊封面人物。2月11日，登上《2021年央視春晚》舞台。2月12日，以北京衛視春晚代言人身份登上《北京衛視春晚》舞台。4月6日加盟《誰是寶藏歌手》。7月10日，愛奇藝推理節目《奇異劇本鯊》播出。8月14日，騰訊視頻音樂節目《明日創作計畫》播出。原訂於8月28日，在上海舉辦的2021王源演唱會因疫情防控需要，暫停舉行。12月15日實體專輯《夏野了》初回限定盤一上架立即售罄，王源工作室與販售平台QQ音樂協調後，於12月18日追加預購官方加印版，實體專輯《夏野了》入選2021年必聽的100張專輯之一。12月31日，加盟啟航2022跨年盛典與《湖南衛視跨年演唱會》。
2022年4月24日舉行《橘色天際線》2022限定戶外mini live線上演唱會。11月8日發行第三張錄音室專輯《客廳狂歡》，並於年底前預售實體黑膠唱片共三個版本，與前作《夏野了》的實體專輯銷售量合計50萬張。12月31日，加盟《江蘇衛視跨年演唱會》。
2023年4月29日至5月28日於上海、廣州、重慶分別舉辦《客廳狂歡巡迴演唱會》，首次巡演共5場次。5月27日為抖音特別場，全程直播觀看人數3850.8萬人。6月6日皮克斯於社交平台上發布王源為《瘋狂元素城》獻唱主題曲《下個路口》。6月9日為電影作品《盜火者》與《我看見兩朵一樣的雲》出席第二十五屆上海國際電影節紅毯儀式。6月29日，CCTV1黃金檔與優酷同步播出青春校園劇《追光的日子》。11月8日，發行EP《叮叮貓兒》。12月31日，加盟《江蘇衛視跨年演唱會》。
《環球人物》雜誌開設的每月一期《王源說》專欄，從2018年2月16日至2024年1月16日為止，王源是該雜誌創刊以來撰稿最久的專欄作家。最新一期王源提及將暫停專欄撰寫，希望未來能累積更多知識，重新再出發。
2024年6月22日起再次舉行《客廳狂歡巡迴演唱會》。6月15日起在湖南衛視、芒果TV播出青春遊戲社交真人秀節目《城市捉迷藏》。電影《孤星計劃》於12月7日正式上映。12月31日，加盟《湖南衛視跨年演唱會》、《啟航2025——中央廣播電視總台跨年晚會》。
2025年1月26日，加盟《河南春晚》。《看我們如何相遇》系列共有6期，正片從3月5日開始，每週二在石榴雲和新浪微博上線播出，以「相遇」為主題，涵蓋滑雪、自駕追日、與野生動物互動等場景，展現新疆自然景觀與人文風格；此系列vlog拍攝於2024年1月1日在新疆喀納斯、禾木、白哈巴、吉克普林滑雪場、賽里木湖等地取景。
2025年3月24日，宣布第三次巡迴演唱會主題《宇宙超級無敵大狂歡》。4月16日，《天賜的聲音 (第六季)》直播發布會上公布王源為第六季音樂合夥人之一。4月23日，公開《宇宙超級無敵大狂歡巡迴演唱會》於廣州、杭州、重慶、太原、北京、南昌、廈門等體育場舉行。

## 公益活動
2016年正式出任重慶市文明旅遊公益大使並倡議市民當文明好遊客，克己守禮、文明出遊。12月15日，參加聯合國駐華辦事處討論青少年發展會議，助力其倡導青少年發展。
2017、2018年連續出席兩屆聯合國經濟及社會理事會青年論壇（ECOSOC Youth Forum），就聯合國可持續發展目標中的優質教育發言。2018年11月17日，正式出任聯合國兒童基金會新任大使。2019年11月20日出席聯合國大會。
2017年10月27日，和陳礪志共同發起的源公益專項基金 （页面存档备份，存于）正式成立，旨在以善意和善行凝聚社會力量，幫助有需要的群體和個人。成立後的公益項目——為西藏高海拔地區的白內障患者實施手術，治療兒童神經母細胞瘤。

## 音樂作品

### 專輯
- 2018年 單曲專輯《寶貝》
- 2019年 迷你專輯《源》
- 2020年 迷你專輯《肆百擊》
- 2021年 正規專輯《夏野了》[25]
- 2022年 正規專輯《客廳狂歡》
- 2023年 迷你專輯《叮叮貓兒》
- 2025年 尚未發行專輯《在星穹下狂奔》

### 現場專輯
- 2023年 數位專輯《2023王源「客廳狂歡」巡迴演唱會LIVE輯》

### 單曲
| 年份 | 曲目                                | 作詞                  | 作曲                           | 編曲                              | 製作                |
| ---- | ----------------------------------- | --------------------- | ------------------------------ | --------------------------------- | ------------------- |
| 2016 | 《因為遇見你》                      | 王源                  | 王源                           | 胡臻                              | 陳俊廷              |
| 2016 | 《長大以後的世界》                  | 王雅君                | 林俊傑                         |                                   | 林俊傑              |
| 2017 | 《陽光不鏽》                        | 徐若風、王源          | 徐若風                         | 顏小健、余威                      |                     |
| 2017 | 《十七》                            | 王源                  | 王源                           | 鄭楠                              | 鄭楠                |
| 2017 | 《驕傲》                            | 王源                  | 趙英俊                         | 鄭楠                              | 鄭楠                |
| 2018 | 《因為遇見你》2018版                | 王源                  | 王源                           | 鄭楠                              | 鄭楠                |
| 2018 | 《做我自己》                        | 甘世佳                | 天舞                           | 崔迪                              | 崔迪                |
| 2018 | 《一樣》                            | 王源                  | 鄭楠                           | 鄭楠                              | 鄭楠                |
| 2018 | 《我的童年》                        | 王源                  | 王源                           | 鄭楠                              | 鄭楠                |
| 2018 | 《孤注》                            | 張敬豪、王源          | 凱思•亨特里克                  | 凱思•亨特里克、 David DQ Quiñones | 鄭楠                |
| 2018 | 《天使》                            | 吳斌、王源            | 林采欣、王源                   | 趙瑟、田汨                        | 吳斌、林采欣、田汨  |
| 2018 | 《我不知道》                        | 王源                  | 林采欣                         | 鄭偉                              | 吳斌、林采欣        |
| 2019 | 《只要有想見的人， 就不是孤身一人》 | 唐恬                  | Uru                            |                                   | 鄭楠                |
| 2019 | 《友誼地久天長》                    | 羅伯特•伯恩斯、鄧映易 | 弗蘭克·C·斯坦利                | 馬上又、史揚                      | 馬上又、王兵        |
| 2019 | 《滾燙的青春》                      | 王源                  | 王源                           | 黃竣琮                            | 譚伊哲              |
| 2020 | 《圓舞曲》                          | 火星電台              | 安巍、火星電台                 | 火星電台、高文浩                  | 火星電台            |
| 2020 | 《像小強一樣活著》 (2020重唱版)     | 趙英俊、不K拉         | 趙英俊                         | 畢赫宸                            | 趙英俊              |
| 2020 | 《魚缸旅館》                        | 李格弟                | 陳建騏                         | 問題總部                          | 陳建騏              |
| 2020 | 《離家的人才會想聽的故事》          | 王源                  | 常石磊、王源                   | 常石磊、柒玖                      | 常石磊              |
| 2021 | 《答案》                            | 唐恬                  | 張亞東                         | 張正熹                            | 張亞東              |
| 2021 | 《姐姐》                            | 張楚                  | 張楚                           | 張楚                              | 張楚                |
| 2021 | 《在未來》                          | 王源、段思思          | 王源、Sihan                    | Sihan                             | Sihan               |
| 2021 | 《穿過寒冬擁抱你》                  | 王源、唐恬            | 王源、鄭楠                     | 鄭楠                              | 鄭楠                |
| 2022 | 《逐光》                            | 趙景怡                | 趙佳霖                         | 伍威                              | 趙佳霖、唐軼        |
| 2023 | 《下個路口》                        | 甘世佳                | Ari Leff、Thomas Newman        | Lauv、Thomas Newman               | Lauv、Thomas Newman |
| 2023 | 《課桌背後》                        | 王源                  | 王源                           | 何山、Tim姜皓天                   | 王源、Tim姜皓天     |
| 2024 | 《年即是念》                        | 林嘻嘻、林喬          | 董冬冬                         | 薛峰 (音樂人)                     | 董冬冬              |
| 2024 | 《日落可以慢半拍》                  | 楊格、Chang Lo        | 楊格、Chang Lo、牛子健、吳冠侖 | 牛子健、吳冠侖、鄭楠              | 鄭楠                |
| 2025 | 《宇宙超級無敵大》                  | 王源、kiddou郭奕科    | 王源、kiddou郭奕科             | kiddou郭奕科                      | kiddou郭奕科        |

### 英語單曲
| 年份 | 曲目                 | 作詞作曲                                                        | 編曲製作                                  |
| ---- | -------------------- | --------------------------------------------------------------- | ----------------------------------------- |
| 2017 | 《Sleep》            | Afshin Salmani、喬許·坎比、陳嬛                                 | Afshin Salmani、喬許·坎比                 |
| 2018 | 《The Wrong Things》 | Justin Gray、妮基·弗洛雷斯、Alex Freund                         | Justin Gray                               |
| 2018 | 《Will You》         | Jin Suk Choi、拉比·賈比爾、 Siv Marit Egseth、Nermin Harambasic | Hyun Woo Jeon、 Yeon Soo Lee、Ji Eun Yoon |
| 2020 | 《Stop the Clocks》  | Afshin Salmani、喬許·坎比                                       | NONFICTION                                |
| 2024 | 《Fingerprints》     | Kyle Buckley、Robert Nelson、Christian French                   | Pink Slip、Inverness                      |
| 2024 | 《Back to life》     | Kyle Buckley、Robert Nelson、Leroy Sanchez、Earl St. Clair      | Pink Slip、Inverness                      |

### 《我是唱作人》創作
| 年份 | LIVE曲目                     | 作詞         | 作曲 | 編曲       | 製作   |
| ---- | ---------------------------- | ------------ | ---- | ---------- | ------ |
| 2019 | 《隨想》                     | 王源         | 王源 | 鄭楠       | 譚伊哲 |
| 2019 | 《吆不到台》 (ft.GAI)        | 王源         | 王源 | 鄭楠、老道 | 譚伊哲 |
| 2019 | 《世界上沒有真正的感同身受》 | 王源         | 王源 | 黃竣琮     | 譚伊哲 |
| 2019 | 《姑娘》                     | 王源、趙英俊 | 王源 | 譚伊哲     | 譚伊哲 |
| 2019 | 《滾燙的青春》               | 王源         | 王源 | 黃竣琮     | 譚伊哲 |

### 其他
| 發行日     | 曲目               | 合唱                 | 詞曲編製                                                         |
| ---------- | ------------------ | -------------------- | ---------------------------------------------------------------- |
| 2016.10.17 | 《最美的時光》     | -                    | 南開學生、王源                                                   |
| 2017.01.18 | 《王牌對王牌》     | 王祖藍、宋茜         | 王雅君、胡臻                                                     |
| 2017.04.24 | 《親愛的孩子》     | 孫楠                 | 陳玉貞、韓冰、孫楠                                               |
| 2017.10.24 | 《唱響2030》       | 群星                 | Suci Izzati、馬上又、張光磊                                      |
| 2017.10.28 | 《同一屋檐下》     | 青春旅社社員         | 趙英俊、宋濤、趙兆、姚云                                         |
| 2019.01.28 | 《長歌行》         | -                    | (漢)佚名、王雅君、劉卓                                           |
| 2019.02.26 | 《哈哈農夫》       | 哈哈農夫成員         | 唐恬                                                             |
| 2019.04.22 | 《說到做到》       | 群星                 | 崔恕、趙佳霖                                                     |
| 2019.05.05 | 《青春出發的地方》 | 群星                 | 良朋、趙佳霖                                                     |
| 2020.06.25 | 《讀山海經》       | -                    | 陶淵明、劉卓、周云磊、何佳樂                                     |
| 2020.09.30 | 《我的祖國》       | 群星                 | 喬羽、劉熾、錢雷                                                 |
| 2020.10.01 | 《說唱百家姓》     | -                    | 楊啟舫、天一                                                     |
| 2020.11.05 | 《在哪裡都很好》   | 蔡健雅               | 葛大為、王源、鄭楠                                               |
| 2021.02.11 | 《聽我說》         | 月亮姐姐、洛天依     | 楊啟舫、李凱稠、孟可、吉鵬                                       |
| 2021.04.08 | 《理想》           | 群星                 | 小柯                                                             |
| 2021.05.04 | 《奔跑吧，青春》   | -                    | 陳凱星、阿河、董楠                                               |
| 2021.09.11 | 《逃！》           | 明日創作計劃學員     | 舒灝、鍾易軒、莊主恆                                             |
| 2024.12.07 | 《別丟了你的勇敢》 | -                    | 陸虎                                                             |
| 2025.04.16 | 《那些喊給天空的》 | 天賜的聲音第六季群星 | Sam Lin、Chando Yun、Alvin Chen、Michael Lanza、臨渡、張星、劉卓 |

## 演唱會

### 巡迴演唱會
- 2023-2024 《客廳狂歡巡迴演唱會》
- 2025《宇宙超級無敵大狂歡巡迴演唱會》

### 其他演唱会
| 日期           | 名稱                                 | 城市   | 场馆               | 播出平台 | 參考   |
| -------------- | ------------------------------------ | ------ | ------------------ | -------- | ------ |
| 2015年11月8日  | 王源的森林小夜曲11.08生日會          | 重慶   | 重庆国泰艺术中心   | 愛奇藝   |        |
| 2016年11月8日  | 王源遇見16歲生日會                   | 長沙   | 湖南大剧院         | 一直播   | [ 27 ] |
| 2017年11月20日 | X-ROY 17歲生日會                     | 北京   | 凯迪拉克中心       | 愛奇藝   | [ 28 ] |
| 2018年11月17日 | BORN FREE 18歲生日演唱會             | 重慶   | 重庆国际博览中心   | 愛奇藝   | [ 29 ] |
| 2019年8月31日  | 王源2019《源》演唱會                 | 南京   | 南京奥体中心体育馆 | 愛奇藝   |        |
| 2020年11月8日  | 朝暮——王源20歲的一天ONLINE           | 不適用 | 不適用             | QQ音樂   |        |
| 2022年4月24日  | 橘色天際線－2022限定mini live online | 不適用 | 不適用             | 騰訊音樂 | [ 30 ] |

## 影視作品

### 電影
- 2015年 厄尼·巴布拉許《Pound of Flesh》
- 2015年 管虎《老炮兒》
- 2016年 郭敬明《爵跡》
- 2019年 王小帥《地久天長》
- 2020年 鄧超、俞白眉《我和我的家鄉—回鄉之路》
- 2020年 郭敬明《爵跡2：冷血狂宴》
- 2021年 黃建新、鄭大聖《1921》
- 2024年 徐展雄《孤星計劃》
- 未定檔 嚴藝之《我看見兩朵一樣的雲》

### 電視劇
- 2016年 樂視視頻《超少年密碼》
- 2016年 湖南衛視《誅仙‧青雲志》
- 2016年 北京衛視、浙江衛視《小別離》
- 2017年 湖南衛視《我們的少年時代》
- 2020年 愛奇藝《北靈少年志之大主宰》
- 2023年 CCTV1優酷《追光的日子》

### 綜藝節目
- 2017年 浙江衛視《王牌對王牌第二季》
- 2017年 東方衛視《青春旅社》
- 2018年 浙江衛視《王牌對王牌第三季》
- 2019年 芒果TV《哈哈農夫》
- 2019年 愛奇藝《我是唱作人第一季上半部》
- 2020年 東方衛視《我們的歌 (第二季)》
- 2021年 湖南衛視《誰是寶藏歌手》
- 2021年 愛奇藝《奇異劇本鯊》
- 2021年 騰訊視頻《明日創作計劃》
- 2023年 抖音《百川綜藝季 （页面存档备份，存于）》-百川樂時空、百川高校聲
- 2024年 湖南衛視、芒果TV《城市捉迷藏》
- 2025年 浙江衛視《天賜的聲音 (第六季)》

## 相關事件
2019年5月20日，娛樂狗仔偷拍王源私下聚會時在隱密包廂內吸菸，違反北京市室內禁菸規定，引發公眾關注，事後王源公開致歉並至相關單位繳交違規罰款。

## 外部連結
- 個人官方
  - 王源的Instagram帳戶
  - 王源的抖音帳戶 （页面存档备份，存于）
  - 王源的新浪微博
- 工作室官方
  - 王源工作室的哔哩哔哩个人空间
  - 王源的創想原野小紅書
  - 王源工作室的新浪微博
- ROY6官方
  - ROY6-LINE FRIENDS （页面存档备份，存于）